# Nahshon Wright
Nahshon Wright (Hayward, California, 23 de septiembre de 1998) un jugador profesional estadounidense de fútbol americano que se desempeña en la posición de cornerback en Dallas Cowboys, equipo de la National Football League (NFL).

## Carrera
Fue seleccionado en la tercera ronda en la Reunión Anual de Selección de Jugadores de la NFL de 2021. Hizo su debut profesional con el equipo Dallas Cowboys, donde lleva jugando tres temporadas.